# HIT! HIT! HIT!
『HIT! HIT! HIT!』（ヒット! ヒット! ヒット!）は、Kis-My-Ft2の1作目のベスト・アルバム。2014年3月26日にavex traxから発売。

## 解説
- 1stシングル「Everybody Go」から9thシングル「SNOW DOMEの約束/Luv Sick」までの表題曲を全曲収録。初回生産限定盤、通常盤A、通常盤Bの3形態で販売[6]。*通常盤Aの初回仕様はデジパック仕様であり、[7]、初回盤には写真集が付いている。
- 通常盤Bにはボーナストラックとしてデビュー前から存在している楽曲「Kis-My-Calling!」を収録。
- 初回生産限定盤のみ、ライブ映像を収録したものが入っている。Kis-My-Ft2がこれまでに発売したライブ・ビデオには収録されなかった別カット映像や初出し映像が入っている[6]。
- 初回生産限定盤、通常盤AのDVDにはこれまでのシングル曲のミュージック・ビデオを収録しているが、なお「タナゴコロ」のミュージック・ビデオは、8thシングル「キミとのキセキ」カップリング曲であるため、収録されていない。
- 今作リリース前にリリースされた「光のシグナル」は未収録。
- 発売記念に「Kis-My-Ft2 写真パネル展」が札幌、名古屋、大阪、福岡の4都市で開催された[8]。1stシングル「Everybody Go」から10thシングル「光のシグナル」までのジャケット写真のLPサイズ版や、アーティスト写真、ライブ時の写真、パネル展限定公開写真も展示された。

## チャート成績
発売初週に約21.8万枚を売り上げ、2014年4月7日付オリコン週間アルバムランキングで首位を獲得した。同ランキング首位獲得は、ファースト・アルバム『Kis-My-1st』から3作連続となり、男女グループ・ソロを通じて、3年7か月ぶり。男性アーティストではKAT-TUN以来、5年10か月ぶりの記録となった。
また、売上枚数が約24.4万枚に達して、2014年3月度オリコン月間アルバムランキングで2位を獲得した。

## 収録内容

### CD
※はアルバム初収録曲。※※はシングルバージョンアルバム初収録曲。シングル曲の詳細はそのページを参照。
1. Everybody Go
  - 1stシングル
2. We never give up!
  - 2ndシングル
3. SHE! HER! HER!
  - 3rdシングル
4. WANNA BEEEE!!!
  - 4thシングル「WANNA BEEEE!!!/Shake It Up」の1曲目
5. Shake It Up
  - 4thシングルの2曲目
6. アイノビート -Dance ver.-※※
  - 5thシングルのダンスバージョン
7. アイノビート -Rock ver.-※※
  - 5thシングルのロックバージョン
8. My Resistance -タシカナモノ-
  - 6thシングル「My Resistance -タシカナモノ-/運命Girl」の1曲目
9. 運命Girl
  - 6thシングルの2曲目
10. キ・ス・ウ・マ・イ 〜KISS YOUR MIND〜※
  - 7thシングル「キ・ス・ウ・マ・イ 〜KISS YOUR MIND〜/S.O.S (Smile On Smile)」の1曲目
11. S.O.S (Smile On Smile)※
  - 7thシングルの2曲目
12. キミとのキセキ※
  - 8thシングル
13. SNOW DOMEの約束※
  - 9thシングル「SNOW DOMEの約束/Luv Sick」の1曲目
14. Luv Sick※
  - 9thシングルの2曲目
15. Kis-My-Calling!［3:45］
作詞：横山慶太、作曲・編曲：磯崎健史
  - 2009年オリジナル曲

通常盤Bのみ収録。
デビュー前からライブなどで度々披露されていたが、今回でCD初収録された。

### DVD

#### DISC 1
※初回生産限定盤・通常盤Aのみ
- 全シングル曲の ＜Music Video＞集

1. Everybody Go
2. We never give up!
3. SHE! HER! HER!
4. WANNA BEEEE!!!
5. Shake It Up
6. アイノビート -Dance ver.-
7. アイノビート -Rock ver.-
8. My Resistance-タシカナモノ-
9. 運命Girl
10. キ・ス・ウ・マ・イ 〜KISS YOUR MIND〜 [Story version]
11. S.O.S（Smile On Smile）
12. キミとのキセキ
13. SNOW DOMEの約束
14. Luv Sick

#### DISC 2
※初回生産限定盤のみ
- 全シングル曲のライブ映像集

1. Everybody Go[9]
2. We never give up![10]
3. SHE! HER! HER![10]
4. WANNA BEEEE!!![11]
5. Shake It Up[11]
6. アイノビート -Dance ver.-[11]
7. My Resistance -タシカナモノ-[11]
8. 運命Girl[11]
9. キ・ス・ウ・マ・イ 〜KISS YOUR MIND〜[11]
10. S.O.S（Smile On Smile）[11]
11. キミとのキセキ[12]
12. SNOW DOMEの約束[13]
13. Luv Sick[12]

## 収録作品
※シングル曲については各ページを参照。
| 楽曲タイトル    | 収録                        | 収録                                                                   |
| --------------- | --------------------------- | ---------------------------------------------------------------------- |
| Kis-My-Calling! | ライブ映像                  | 『Everybody Go』〈初回生産限定盤B〉                                    |
| Kis-My-Calling! | ライブ映像                  | 『Kis-My-Ftに逢えるde Show vol.3 at 国立代々木第一体育館 2011.2.12』   |
| Kis-My-Calling! | ライブ映像                  | 『SNOW DOMEの約束 IN TOKYO DOME 2013.11.16』〈初回生産限定盤〉         |
| Kis-My-Calling! | CDアルバム                  | 『HIT! HIT! HIT!』〈通常盤B〉                                          |
| Kis-My-Calling! | ライブ映像                  | 『2014Concert Tour『Kis-My-Journey』』                                 |
| Kis-My-Calling! | ライブ音源                  | 『KIS-MY-WORLD』〈初回生産限定盤A〉                                    |
| Kis-My-Calling! | ライブ映像                  | 『2015 CONCERT TOUR 『KIS-MY-WORLD』』                                 |
| Kis-My-Calling! | CDアルバム                  | 『I SCREAM』〈通常盤〉                                                 |
| Kis-My-Calling! | ライブ映像                  | 『CONCERT TOUR 2016 I SCREAM』〈Blu-ray盤〉                            |
| Kis-My-Calling! | ライブ映像                  | 『LIVE TOUR 2018 Yummy!! you&me』                                      |
| Kis-My-Calling! | CD （スペシャルエディット） | 『LIVE TOUR 2018 Yummy!! you&me』〈初回盤〉                            |
| Kis-My-Calling! | ライブ映像                  | 『BEST of Kis-My-Ft2』〈通常盤〉                                       |
| Kis-My-Calling! | ライブ映像                  | 『Two as One』〈ファンクラブ限定盤〉 （Kis-My-Ftに逢えるde Show 2022） |
| Kis-My-Calling! | ライブ映像                  | 『Kis-My-Ftに逢えるde Show 2022 in DOME』                              |